# Марк Ротко
Марк Ротко (енгл. Mark Rothko, лет. Marks Rotko), право име Маркус Роткович (рус. Маркус Яковлевич Роткович; Даугавпилс, 25. септембар 1903 — Њујорк, 25. фебруар 1970) био је амерички сликар јеврејског порекла, родом из западне Русије, данас Летоније. Припадао је сликарском правцу апстрактног експресионизма.

## Биографија
Рођен је 1903. као четврто дете у породици јеврејских апотекара. Већ 1913. породица се преселила у САД (Портланд у држави Орегон) да би избегли прогоне у Европи. Маркус је студирао у Њујорку на Универзитету Јејл. Јануара 1940. променио је презиме у Ротко.
У прво време на њега су утицали уметници надреализма, а у његовом делу видљив је и утицај Анрија Матиса. Ротко је посебно познат по својим великим сликама у уљу са монохроматским површинама које се претапају. Неке од ових слика су више од 3 метра. Марк Ротко је ретко давао коментаре о својим делима, нарочито после 1950. Говорио је да: „Слике морају да буду тајанствене“.
Ротко је извршио самоубиство у свом атељеу 1970.

### Детињство
Марк Ротко је рођен у Даугавпилсу, Летонија (тада у Руском царству). Његов отац, Јакоб (Јаков) Роткович, био је фармацеут и интелектуалац који је својој деци у почетку пружао секуларно и политичко, уместо верског васпитања. Према Ротку, његов марксистички настројени отац био је „насилно антирелигиозан”. У окружењу у којем су Јевреје често окривљивани за многа зла која су задесила Русију, Ротово рано детињство било је нагрђено страховањем.
Упркос скромним приходима Јакова Ротковича, породица је била високо образована („Били смо читалачка породица“, присећа се Роткова сестра), а Ротко је говорио литвански јидиш (литвишки), хебрејски и руски. Следећи очев повратак у ортодоксни јудаизам током своје младости, Ротко, најмлађи од четворо браће и сестара, са пет година је послат у чедер, где је студирао Талмуд, иако су његова старија браћа и сестре били образовани у систему јавних школа.

### Миграција из Русије у САД
Из бојазни да ће његови старији синови бити регрутовани у Царску руску војску, Јакоб Роткович је емигрирао из Русије у Сједињене Државе. Марк је остао у Русији са мајком и старијом сестром Соњом. Они су стигли као имигранти, на острво Елис, крајем 1913. Одатле су прешли земљу, да би се придружили Јакобу и старијој браћи, у Портланду, Орегон. Јакобова смрт, неколико месеци касније, од рака дебелог црева, оставила је породицу без економске подршке. Соња је радила као благајница, док је Маркус радио у једном од ујакових складишта, продавајући новине запосленима. Смрт његовог оца такође је навела Ротка да раскине везе са религијом. Након што је скоро годину дана оплакивао очеву смрт у локалној синагоги, зарекао се да више никада неће крочити у њу.
Ротко је започео школу у Сједињеним Државама 1913. године, брзо напредујући од трећег до петог разреда. У јуну 1921. године завршио је средњу школу, са одличним успехом, у средњој школи Линколн у Портланду, Орегон, са 17 година.
Одрастајући у окружењу радикалних радничких састанака, Ротко је присуствовао састанцима IWW-а, укључујући анархисте као што су Бил Хејвуд и Ема Голдман, где је развио снажне говорничке вештине које је касније користио у одбрани надреализма. Чуо је Ему Голдман како говори на једном од њених активистичких предавања по Западној обали. С почетком Руске револуције, Ротко је организовао дебате о томе. Упркос репресивној политичкој атмосфери, он је желео да постане синдикални организатор.
Ротко је добио стипендију за Јејл. На крају прве године студија 1922. стипендија није обновљена и радио је као конобар и достављач како би подржавао своје студије. Он је сматрао да је Јејл елитистичко и расистичко окружење. Ротко и његов пријатељ, Арон Директор, покренули су сатирични часопис The Yale Saturday Evening Pest, који је истицао уштогљен, буржоаски тон школе. Ротко је био више аутодидактан него вредан ученик: „Један од његових колега се сећа да једва да је учио, али да је био халапљив читач.“ На крају друге године напустио је школу, и није се вратио све док му 46 година касније нису додели почасну диплому.